# Gemeinschaftsausschuss Klebtechnik
Der Gemeinschaftsausschuss Klebtechnik (GAK) ist eine gemeinsame Initiative der gemeinnützigen Forschungsvereinigungen DECHEMA (Gesellschaft für Chemische Technik und Biotechnologie e.V.), Forschungsvereinigung Schweißen und verwandte Verfahren e. V. des DVS (Deutscher Verband für Schweißen und verwandte Verfahren e. V.), FOSTA (Forschungsvereinigung Stahlanwendung e. V.) und iVTH (Internationaler Verein für Technische Holzfragen e.V.) zur branchen- und disziplinübergreifenden Evaluierung von Ideen zu Forschungsprojekten.

## Arbeitsweise
Zu zwei jährlichen Terminen reichen Forschungsstellen ihre mit der Industrie und den Forschungsvereinigungen entwickelten Projektideen in Form von kurzen Skizzen ein. Diese werden zunächst über ein Internetportal durch Industrievertreter der beteiligten Branchen vorbeurteilt, anschließend in einer Ausschusssitzung nochmals vorgestellt und diskutiert und abschließend durch eine Wahl der Industrievertreter priorisiert. In der Regel werden die Projektideen der oberen 50–70 % der Stimmenverteilung zur weiteren Ausarbeitung empfohlen.
Die beteiligten Forschungsvereinigungen teilen sich die empfohlenen Projektideen je nach ihren satzungsgemäßen Arbeitsfeldern zu.
Ein sehr großer Anteil der positiv bewerteten Projektideen wird in Form von Projekten der Industriellen Gemeinschaftsforschung über die Allianz Industrie Forschung (Arbeitsgemeinschaft industrieller Forschungsvereinigungen "Otto von Guericke", AiF) im Rahmen der Mittelstandsförderung des Bundesministeriums für Wirtschaft und Technologie (BMWi) beantragt und durchgeführt.

## Ergebnistransfer
Der Transfer der Forschungsergebnisse in die Unternehmen erfolgt auf vielfältige Art, jedoch hauptsächlich durch:
- Ein jährliches, im Jahr 2011 von 300 Teilnehmern besuchtes, Kolloquium „Gemeinsame Forschung in der Klebtechnik“ mit Berichten aus den laufenden oder kürzlich abgeschlossenen Projekten. An diesem Kolloquium sind neben dem Gemeinschaftsausschuss Klebtechnik auch weitere Organisationen der Forschungsförderung mit Projekten mit Bezug zur Klebtechnik beteiligt.
- Eine öffentlich und kostenlos zugängige Datenbank zu laufenden und abgeschlossenen Forschungsprojekten der Klebtechnik im Internetportal klebtechnik.org.
- Jeweils eigene Wege des Ergebnistransfers (Schriftenreihen, Veranstaltungen, Internet, berufliche Weiterbildungskurse) der Forschungsvereinigungen.
- Beratung interessierter Unternehmen durch die Forschungsstellen.

## Historie
Im Jahr 2001 veranstalteten die Forschungsvereinigungen im späteren Gemeinschaftsausschuss Klebtechnik (aus dem Bereich der Holzforschung damals anstelle des iVTH die Deutsche Gesellschaft für Holzforschung e.V. DGfH) das erste Kolloquium Gemeinsame Forschung in der Klebtechnik mit branchenübergreifenden Berichten. Die dort sehr deutlichen branchenübergreifenden Aspekte und Fragestellungen führten 2005 zur Bildung des Gemeinschaftsausschusses Klebtechnik. Nach der Insolvenz der DGfH im Jahr 2009 kam die iVTH als neuer Vertreter der holzverarbeitenden Branchen hinzu.